# Information classée secrète
Pour les articles homonymes, voir Secret-défense.
Pour un article plus général, voir Secret défense.

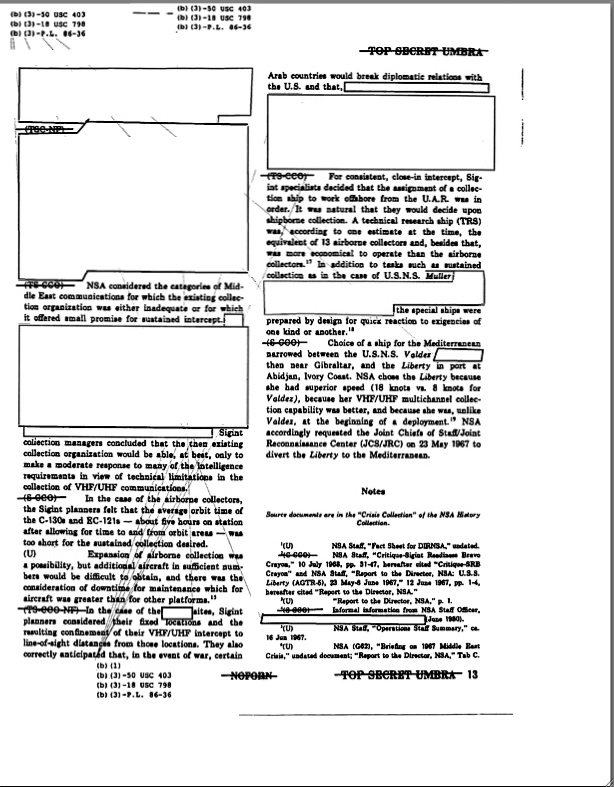
Un document secret typique.
Page 13 d'un document de la National Security Agency (NSA), États-Unis, partiellement déclassé et présenté au public. La définition générale apparaît en haut de page (« top secret »), et le nom de code umbra en haut et en bas. Les niveaux de secret des paragraphes et titres de référence sont inscrits entre parenthèses (ici, 6 niveaux différents).

Une information classée secrète est une information sensible ou « secret Défense » dont l'accès est restreint par une loi ou un règlement à un groupe spécifique de personnes.
Une habilitation est requise pour posséder des documents classés ou accéder à des données classées. Il y a généralement plusieurs niveaux de sensibilité, classés par un système hiérarchique du secret, ce système étant utilisé potentiellement par l'ensemble des gouvernements.
L'influence de l'anglais conduit souvent à utiliser, par erreur, le mot « classifier » au sens de « classer secret ». En français, « classifier » signifie seulement « répartir selon une classification », « classer méthodiquement »,, et n'a pas pris le sens de l'équivalent anglais. C'est donc par confusion avec l'anglais que l'on emploie « classifié » au sens de « secret », d'autant qu'il existe toutes sortes de classifications (par exemple : la classification phylogénétique, la classification binomiale, la classification des minéraux et d'autres encore).
Il faut ici distinguer :
- le cadre définissant les niveaux de secret (par exemple dans la loi française, il s'agit de la classification évoquée par le Code pénal[3], définissant la restriction d'accès et de diffusion de la donnée) ;
- le fait de placer une donnée dans l'un de ces niveaux : c'est en France, le classement au titre du secret Défense ;
- le fait de rendre public un document classé, le « déclassifier ».

## Secret d’État
L'objectif d'un classement secret est de protéger l'information contre un emploi susceptible de nuire à la sécurité nationale.

### Niveaux de secret
Bien que les systèmes diffèrent d'un pays à un autre, la plupart d'entre eux ont des niveaux correspondant à ceux définis ci-dessous (les termes anglais correspondants sont en italique). Les niveaux sont classés du plus fort au plus faible :
| Dénomination       | Dénomination anglaise | Description |
| ------------------ | --------------------- | --- |
| Extrêmement secret | Extremely Secret      | Le plus haut niveau de secret de l'information. La divulgation publique d'une information pourrait nuire très gravement et de manière irréversible à la sécurité mondiale.                     |
| Très secret        | Top Secret            | La divulgation publique de cette information pourrait causer un dommage grave pour la sécurité nationale.                                                                                      |
| Secret             | Secret                | La divulgation publique d'une information classée secret pourrait nuire sérieusement à la sécurité nationale.                                                                                  |
| Confidentiel       | Confidential          | La publication d'une information classée confidentielle peut nuire ou être préjudiciable à la sécurité nationale.                                                                              |
| Restreint          | Restricted            | La divulgation publique d'une information classée restreinte pourrait causer des effets indésirables. Tous les pays n'utilisent pas cette classe.                                              |
| Non protégé        | Unclassified          | Ce niveau est utilisé pour les documents gouvernementaux dont le niveau de sensibilité ne correspond pas à une des classes ci-dessus. Leur lecture ne nécessite pas d'habilitation spécifique. |

Ces niveaux de classement génériques n'offrant pas la finesse nécessaire à la protection des informations les plus sensibles, ils sont complétés par un système de « protection spéciale », multi-niveaux, composé de « compartiments ».
Chaque compartiment :
- protège une catégorie spécifique d'informations,
- peut être imbriqué dans un autre compartiment,
- est désigné par un mot codé lui-même secret dont l'existence et le sens sont protégés par un niveau de secret générique, une liste de contrôle d'accès basée sur le besoin d'en connaître et/ou l'accès préalable à un ou plusieurs compartiments « parents »,
- est désigné éventuellement par un surnom non secret composé de deux mots, destiné à un usage public (documents budgétaires, etc.),
- possède ses propres règles de contrôle d'accès (définies par l'autorité ayant créé le compartiment) pouvant se superposer aux règles de contrôle d'accès applicables aux niveaux de secret génériques et combinant selon les usages nationaux et le niveau de sécurité requis :
  - le besoin d'en connaître,
  - un accord de non divulgation spécifique (avec briefing lors de l'accès initial au compartiment et débriefing lors de l'accès final),
  - des entretiens réguliers avec passage au détecteur de mensonges (États-Unis),
  - des investigations régulières spécifiques (passé familial, scolaire, universitaire, professionnel, financier, relationnel) avec effet rétroactif sur plusieurs années,
  - des dispositifs de désinformation (travail sous couverture, rattachement factice à des activités non sensibles) destinés à garantir la sécurité des informations et/ou la clandestinité des activités protégées par le compartiment.

Les compartiments étant extrêmement coûteux en termes de logistique, ils sont réservés aux programmes de Recherche & Développement les plus sensibles (Special Access Program) ainsi qu'aux informations issues de sources & méthodes liées aux activités de Renseignement (de source « humaine » ou « technique ») (Sensitive Compartmented Information).

### Partage d'informations secrètes entre États
Lorsqu'une administration nationale souhaite partager des informations avec une administration d'un ou plusieurs gouvernements étrangers, une procédure spécifique est généralement employée, avec l'accord préalable des correspondants.
Par exemple, des informations sensibles partagées par les alliés de l'OTAN sont classées dans quatre niveaux de secret : Cosmic Top Secret (CTS), NATO Secret (NS), NATO Confidential (NC) et NATO Restricted (NR). Un cas spécial existe pour les informations non secrètes de l'OTAN : NATO Unclassified (NU). Les informations sensibles OTAN sont la propriété de l'OTAN et ne peuvent pas être rendues publiques sans la permission de l'organisation.
Aussi, une organisation de défense européenne, dont le nom est OCCAR, a trois niveaux de secret : OCCAR Secret, OCCAR Confidential, OCCAR Restricted.

### Notion de secret d’État par pays

#### États-Unis
Le système de « classification » de l'information aux États-Unis était établi en 2003 par l'« Executive Order 13292 » et a trois niveaux de secret : « confidentiel », « secret », et « top secret ». Les États-Unis avaient aussi un niveau « Restricted » pendant la Seconde Guerre mondiale, mais ce niveau n'est plus utilisé aujourd'hui. Le Freedom of Information Act (FOIA) de 1966 permet l'accès à certains types d'information, à condition qu'ils ne soient plus couverts par le secret défense. Ce cadre juridique a été modifié par l'ordre exécutif 13 526 du 29 décembre 2009 promulgué par le président Barack Obama, qui s'oppose au classement indéfini de documents. L'ordre établit un Centre national de déclassement aux National Archives et rend plus difficile le classement secret de documents antérieurement déclassés.
Désormais, les documents sont par principe automatiquement déclassés après 25 ans, et ne peuvent rester secrets que si une agence gouvernementale demande une prorogation de cette durée au Centre national de déclassement. Au bout de 50 ans en moyenne, 75 ans au plus, tout document devient public, sauf si l'Interagency Security Classification Appeals Panel (ISCAP, Bureau d'appel interagences de la classification de sécurité) admet une exception, qui ne pourrait être accordée que si le document révélerait une source humaine de renseignement ou des aspects clés d'armes de destruction massive. La règle établie par l'ex-président George W. Bush, selon laquelle le directeur du renseignement national pouvait mettre son veto à une décision de déclassement de l'ISCAP prise par la majorité de ses membres, est abrogée : désormais, seul le président des États-Unis lui-même pourrait mettre son veto.

#### France
Depuis le 1er juillet 2021, la France utilise deux niveaux de secret: « Secret » et  « Très Secret ». Ces niveaux peuvent être accompagnés de mentions supplémentaires dont « Spécial France » . Ces niveaux remplacent « Confidentiel Défense », « Secret Défense » et « Très Secret Défense ».
On notera que la mention « Diffusion restreinte » ne fait pas partie du secret : il s'agit d'une mention de protection qui n'est pas protégée par l'aspect pénal de la faute mais dont la divulgation est répréhensible du point de vue de la discrétion professionnelle.
 Compte

#### Royaume-Uni
Le Royaume-Uni utilise actuellement quatre niveaux de secret. Du bas vers le haut, il y a : Restricted, Confidential, Secret et Top Secret. Ceux qui manipulent ces informations doivent avoir le niveau d'habilitation nécessaire, et la plupart du temps signer un document spécifique ("Official Secrets Act"). Les documents gouvernementaux non secrets sont estampillés "Not protectively marked".

#### Nouvelle-Zélande
Au même titre que la Grande-Bretagne, la Nouvelle-Zélande emploie le niveau restreint, qui est plus bas que Confidentiel. Une information classée restreinte n'est pas destinée à une diffusion générale mais n'est pas non plus classée dans le sens strict du terme. « Restricted » est souvent utilisé pour contrôler les mises à jour de rapports ou d'autres documents avant que ceux-ci soient officialisés.
On peut avoir accès à une information restreinte ou confidentielle avec l'autorisation de son chef de département, l'habilitation étant nécessaire uniquement pour les niveaux Secret et Très secret.

### Tableau d'équivalences
| Pays                                                                          | Très secret                          | Secret                  | Confidentiel                                   | Restreint                                                                   |
| ----------------------------------------------------------------------------- | ------------------------------------ | ----------------------- | ---------------------------------------------- | --------------------------------------------------------------------------- |
| Afrique du Sud (afrikaans)                                                    | Uiters Geheim                        | Geheim                  | Vertroulik                                     | Beperk                                                                      |
| Afrique du Sud (anglais)                                                      | Top Secret                           | Secret                  | Confidential                                   | Restricted                                                                  |
| Allemagne                                                                     | Streng Geheim                        | Geheim                  | Verschlusssache Vertraulich , (VS-Vertraulich) | Verschlusssache Nur für den Dienstgebrauch, (VS-Nur für den Dienstgebrauch) |
| Arabie saoudite                                                               | Saudi Top Secret                     | Saudi Very Secret       | Saudi Secret                                   | Saudi Restricted                                                            |
| Argentine                                                                     | Estrictamente Secreto                | Secreto                 | Confidencial                                   | Reservado                                                                   |
| Australie                                                                     | Top Secret                           | Secret                  | Confidential                                   | Restricted                                                                  |
| Autriche                                                                      | Streng Geheim                        | Geheim                  | Verschlusssache                                | Nur für den Dienstgebrauch                                                  |
| Belgique (français)                                                           | Très secret                          | Secret                  | Confidentiel                                   | Diffusion Restreinte                                                        |
| Belgique (néerlandais)                                                        | Zeer geheim                          | Geheim                  | Vertrouwelijk                                  | Beperkte verspreiding                                                       |
| Bolivie                                                                       | Supersecreto or Muy Secreto          | Secreto                 | Confidencial                                   | Reservado                                                                   |
| Brésil                                                                        | Ultra Secreto                        | Secreto                 | Confidencial                                   | Reservado                                                                   |
| Bulgarie                                                                      | Строго секретно                      | Секретно                | Поверително                                    | За служебно ползване                                                        |
| Cambodge                                                                      | Sam Ngat Bamphot                     | Sam Ngat Roeung         | Art Kambang                                    | Ham Kom Psay                                                                |
| Canada                                                                        | Top Secret / Très Secret             | Secret / Secret         | Confidential / Confidentiel                    |                                                                             |
| Chili                                                                         | Secreto                              | Secreto                 | Reservado                                      | Reservado                                                                   |
| Chine                                                                         | Juémì(绝密)                          | Jīmì(机密)              | Mìmì(秘密)                                     |                                                                             |
| Colombie                                                                      | Ultrasecreto                         | Secreto                 | Reservado                                      | Confidencial                                                                |
| Corée du Sud                                                                  | I-Kup Bi Mil                         | II-Kup Bi Mil           | III-Kup Bi Mil                                 | Bu Woi Bi                                                                   |
| Costa Rica                                                                    | Alto Secreto                         | Secreto                 | Confidencial                                   |                                                                             |
| Croatie                                                                       | Vrlo tajno                           | Tajno                   | Povjerljivo                                    |                                                                             |
| Danemark                                                                      | Yderst Hemmeligt                     | Hemmeligt               | Fortroligt                                     | Til Tjenestebrug                                                            |
| Égypte                                                                        | Sirri Lilghayeh, سري للغاية          | Sirri, سري              | Khas, خاص                                      | Mehoud, محدود                                                               |
| Équateur                                                                      | Secretisimo                          | Secreto                 | Confidencial                                   | Reservado                                                                   |
| Espagne                                                                       | Secreto                              | Reservado               | Confidencial                                   | Difusión Limitada                                                           |
| États-Unis d'Amérique                                                         | Top Secret                           | Secret                  | Confidential                                   |                                                                             |
| Éthiopie                                                                      | Yemiaz Birtou Mistir                 | Mistir                  | Kilkil                                         |                                                                             |
| Finlande                                                                      | Erittäin salainen (TTL I)            | Salainen (TTL II)       | Luottamuksellinen (TTL III)                    | Viranomaiskäyttöön (TTL IV)¹                                                |
| France                                                                        | Très Secret                          | Secret (avec mention)   | Secret                                         | Diffusion restreinte                                                        |
| Grèce                                                                         | Άκρως Απόρρητον                      | Απόρρητον               | Εμπιστευτικόν                                  | Περιορισμένης Χρήσης                                                        |
| Guatemala                                                                     | Alto Secreto                         | Secreto                 | Confidencial                                   | Reservado                                                                   |
| Haïti[réf. nécessaire]                                                        | Top Secret                           | Secret                  | Confidential                                   | Reserve                                                                     |
| Honduras                                                                      | Super Secreto                        | Secreto                 | Confidencial                                   | Reservado                                                                   |
| Hong Kong, région administrative spéciale de la république populaire de Chine | Top Secret , 高度機密                | Secret , 機密           | Confidential , 保密                            | Restricted , 內部文件                                                       |
| Hongrie                                                                       | Szigorúan Titkos                     | Titkos                  | Bizalmas                                       |                                                                             |
| Inde                                                                          | Param Gupt                           | Gupt                    | Gopniya                                        | Pratibanhst/seemit                                                          |
| Indonésie                                                                     | Sangat Rahasia                       | Rahasia                 | Agak Rahasia                                   | Terbatas                                                                    |
| Irak                                                                          | Sirri Lil-ghayah                     | Sirri                   | Khass                                          | Mehdoud                                                                     |
| Iran                                                                          | Bekoliserri                          | Serri                   | Kheil Mahramaneh                               | Mahramaneh                                                                  |
| Islande                                                                       | Algert Leyndarmál                    | Leyndarmál              | Trúnaðarmál                                    | Þjónustuskjal                                                               |
| Irlande                                                                       | An-sicreideach                       | Sicreideach             | Runda                                          | Srianta                                                                     |
| Israël                                                                        | Sodi Beyoter סודי ביותר              | Sodi סודי               | Shamur שמור                                    | Mugbal מוגבל                                                                |
| Italie                                                                        | Segretissimo                         | Segreto                 | Riservatissimo                                 | Riservato                                                                   |
| Japon                                                                         | Kimitsu, 機密                        | Gokuhi, 極秘            | Hi, 秘                                         | Toriatsukaichuui, 取り扱い注意                                              |
| Jordanie                                                                      | Maktum Jiddan                        | Maktum                  | Sirri                                          | Mahdud                                                                      |
| Laos                                                                          | Lup Sood Gnod                        | Kuam Lup                | Kuam Lap                                       | Chum Kut Kon Arn                                                            |
| Liban                                                                         | Très Secret                          | Secret                  | Confidentiel                                   |                                                                             |
| Mexique                                                                       | Ultra Secreto                        | Secreto                 | Confidencial                                   | Restringido                                                                 |
| Moldavie                                                                      | De importanţă deosebită              | Strict Secret           | Secret                                         | Pentru uz de serviciu                                                       |
| Nouvelle-Zélande                                                              | Top Secret                           | Secret                  | Confidential                                   | Restricted                                                                  |
| Nicaragua                                                                     | Alto Secreto                         | Secreto                 | Confidencial                                   | Reservado                                                                   |
| Norvège                                                                       | Strengt Hemmelig                     | Hemmelig                | Konfidensiell                                  | Begrenset                                                                   |
| OTAN                                                                          | COSMIC Top Secret Très Secret COSMIC | NATO Secret Secret OTAN | NATO Confidential Confidentiel OTAN            | NATO Restricted Diffusion Restreinte OTAN                                   |
| Pakistan (ourdou)                                                             | Intahai Khufia                       | Khufia                  | Sigh-E-Raz                                     | Barai Mahdud Taqsim                                                         |
| Paraguay                                                                      | Secreto                              | Secreto                 | Confidencial                                   | Reservado                                                                   |
| Pays-Bas                                                                      | Stg. Zeer Geheim                     | Stg. Geheim             | Stg. Confidentieel                             | Dep. Vertrouwelijk                                                          |
| Pérou                                                                         | Estrictamente Secreto                | Secreto                 | Confidencial                                   | Reservado                                                                   |
| Philippines                                                                   | Top Secret                           | Secret                  | Confidential                                   | Restricted                                                                  |
| Pologne                                                                       | Ściśle tajne                         | Tajne                   | Poufne                                         | Zastrzeżone                                                                 |
| Portugal                                                                      | Muito Secreto                        | Secreto                 | Confidencial                                   | Reservado                                                                   |
| République tchèque                                                            | Přísně Tajné                         | Tajné                   | Důvěrné                                        | Vyhrazené                                                                   |
| Royaume-Uni                                                                   | Top Secret                           | Secret                  | Confidential                                   | Official-Sensitive                                                          |
| Russie                                                                        | Совершенно Секретно                  | Секретно                | Не подлежит оглашению (Конфиденциально)        | Для Служебного Пользования                                                  |
| Salvador                                                                      | Ultra Secreto                        | Secreto                 | Confidencial                                   | Reservado                                                                   |
| Serbie                                                                        | Državna tajna                        | Strogo poverljivo       | Poverljivo                                     | Interno                                                                     |
| Singapour                                                                     | Top Secret                           | Secret                  | Secret                                         | Restricted                                                                  |
| Suède                                                                         | Kvalificerat Hemlig (KH)             | Hemlig (H)              | Förtrolig                                      |                                                                             |
| Suisse                                                                        | Secret                               | Secret                  | Confidentiel                                   | Interne                                                                     |
| Taïwan                                                                        | Chichimi (極機密)                    | Chimi (機密)            |                                                |                                                                             |
| Thaïlande                                                                     | Lup Tisud                            | Lup Maag                | Lup                                            | Pok Pid                                                                     |
| Turquie                                                                       | Çok Gizli                            | Gizli                   | Özel                                           | Hizmete Özel                                                                |
| Union Européenne                                                              | EU Top Secret Très Secret UE         | EU Secret Secret UE     | EU Confidential Confidentiel UE                | EU Restricted Restreint UE                                                  |
| Uruguay                                                                       | Ultra Secreto                        | Secreto                 | Confidencial                                   | Reservado                                                                   |
| Vietnam                                                                       | Toi-Mat                              | Mat                     | Kin                                            | Pho Bien Han Che                                                            |

Source : « NISPOM app. B »(Archive.org • Wikiwix • Archive.is • Google • Que faire ?)

## Secret industriel
Les entreprises privées utilisent souvent des clauses de confidentialité. On voit donc apparaître dans certains documents sensibles des bandeaux intitulés « Confidentiel industriel ».